# Devon Williams
Devon Chesterton Williams (Kingston, 8 aprile 1992) è un calciatore giamaicano, centrocampista del Lexington.

## Carriera

### Nazionale
Ha giocato nella nazionale giamaicana Under-20.
Ha partecipato alla CONCACAF Gold Cup del 2019 ed a quella del 2021.

## Palmarès

### Club

#### Competizioni nazionali
- USL Championship: 4

N.Y. Red Bulls II: 2016
Louisville City: 2017, 2018
Colorado Springs Switchbacks: 2024